# Черник (Болгария)
Черник (болг. Черник) — село в Болгарии. Находится в Силистренской области, входит в общину Дулово. Население составляет 2 458 человек.

## Политическая ситуация
В местном кметстве Черник, в состав которого входит Черник, должность кмета (старосты) исполняет Себахат Реджеб Сопен (Движение за права и свободы (ДПС)) по результатам выборов правления кметства.
Кмет (мэр) общины Дулово — Митхат Мехмед Табаков (Движение за права и свободы (ДПС)) по результатам выборов в правление общины.